# Ádám Pintér
Ádám Pintér (* 12. Juni 1988 in Balassagyarmat) ist ein ehemaliger ungarischer Fußballnationalspieler. Der 190 cm große defensive Mittelfeldspieler spielt seit Oktober 2010 mit Unterbrechungen für die ungarische Fußballnationalmannschaft. Er steht seit Juli 2018 beim MTK Budapest FC unter Vertrag. Außerdem spielte er bereits in Spanien, Russland und Griechenland jeweils in den ersten Ligen, aber zumeist und nicht immer erfolgreich gegen den Abstieg.

## Karriere

### Verein
Pintér spielte zunächst in der Jugendmannschaft seines Heimatvereins Balassagyarmati SE und wechselte dann in die Hauptstadt zu MTK Budapest, wo er zunächst in der Jugendmannschaft und dann vier Spielzeiten lang in der ersten Mannschaft spielte. Mit MTK wurde er 2008 ungarischer Meister und Supercupsieger. Als Meister war MTK für die 2. Qualifikationsrunde zur UEFA Champions League 2008/09 qualifiziert, in der man aber mit 0:2 auswärts und 0:5 daheim gegen den türkischen Vizemeister Fenerbahçe Istanbul verlor.
Im September 2010 wechselte er nach vier Ligaspielen für 1,2 Millionen Euro zum spanischen Erstligisten Real Saragossa. In seiner ersten Saison in Spanien, die der Verein als Dreizehnter abschloss, kam er in neun Ligaspielen zum Einsatz. Im Pokal scheiterte er mit Saragossa im Sechzehntelfinale nach einem 1:0-Auswärtssieg gegen Betis Sevilla und einer 1:2-Heimniederlage aufgrund der Auswärtstorregel. In der zweiten Saison in Spanien kam er auf 17 Ligaeinsätze, der Verein verschlechterte sich aber um drei Plätze und scheiterte im Pokal wieder im Sechzehntelfinale, diesmal nach einem 1:1 im Auswärtsspiel durch eine 0:2-Heimniederlage gegen den Zweitligisten AD Alcorcón. 2012/13 kam er zu 18 Einsätzen, Saragossa stieg allerdings als Tabellenletzter ab, erreichte im Pokal aber immerhin das Viertelfinale, wo man nach einem 0:0 im Heimspiel das Rückspiel mit 0:4 gegen den FC Sevilla verlor.
Pintér wechselte anschließend ablösefrei diagonal durch Europa nach Sibirien zum russischen Erstligaaufsteiger Tom Tomsk. Bei nur neun Einsätzen hatte er wenig Gelegenheit zu verhindern, dass der Verein sofort wieder abstieg. Im August 2014 zog es ihn dann wieder in den wärmeren Süden und er wechselte ablösefrei zum griechischen Erstligisten Levadiakos, bei dem er in 14 Einsätzen mithalf, dass der Verein den Abstieg noch vermeiden konnte.
Zur Saison 2015/16 kehrte er zurück in seine Heimat und spielt seitdem beim ungarischen Rekordmeister Ferencváros Budapest. Ferencváros war aber seit 2004 nicht mehr Meister geworden. Unter dem deutschen Trainer Thomas Doll, der im Dezember 2013 das Amt übernommen hatte, zeigte sicher aber eine aufsteigende Tendenz, die mit dem Pokalsieg 2015 – für Ferencváros der erste Pokalsieg seit 2004 – erste Früchte einbrachte. Im Juli 2015 gewann Ferencváros dann auch den Supercup gegen Meister Videoton. Als Vizemeister waren sie auch für die 1. Qualifikationsrunde zur UEFA Europa League 2015/16 qualifiziert, die Ferencváros gegen den niederländischen Erstligaabsteiger Go Ahead Eagles Deventer überstand, der den Qualifikationsplatz über die Fair-Play-Wertung erhalten hatte. In der nächsten Runde scheiterte Ferencváros dann aber am bosnischen Vizemeister FK Željezničar Sarajevo. Diese Spiele fanden aber noch vor seinem Wechsel nach Budapest statt.
In der Saison 2015/16 war er mit 18 Einsätzen und zwei Toren daran beteiligt, dass Ferencváros erstmals seit 2004 wieder Meister wurde. Dabei hatte Ferencváros am Ende 21 Punkte Vorsprung auf Vorjahresmeister Videoton FC, die höchste Punktdifferenz seitdem 2004 die Meisterschaftsrunde abgeschafft wurde. Zudem konnte Ferencváros den Pokal durch einen 1:0-Sieg gegen den Lokalrivalen Újpest Budapest verteidigen.
Im Januar 2017 wechselte Pintér zum deutschen Zweitligisten SpVgg Greuther Fürth, bei dem er einen Vertrag über eineinhalb Jahre bis Juni 2018 erhielt. Nachdem sein Vertrag im Sommer 2018 nicht verlängert worden war, wechselte er zurück nach Ungarn zu MTK Budapest FC, wo seine Karriere begann. Im Sommer 2021 beendet er seine Karriere.

### Nationalmannschaft
Pintér nahm mit der U-21-Mannschaft an den Qualifikationen für die U-21-Europameisterschaften 2009 und 2011 teil, bei der die Ungarn aber als Dritte jeweils ausschieden. Gegen Ende der letzten Qualifikation wurde er erstmals im Oktober 2010 zur Nationalmannschaft eingeladen, kam aber am 8. Oktober beim 8:0 gegen San Marino in dem Qualifikationsspiel für die EM 2012 nicht zum Einsatz, da er einen Tag zuvor noch das letzte U-21-Qualifikationsspiel bestritten hatte. Vier Tage später war es dann aber soweit: gegen Finnland wurde er in der 75. Minute zu seinem ersten Länderspiel eingewechselt. In den nächsten 25 Spielen der Ungarn kam er zu 16 weiteren Einsätzen, davon aber nur sechs über 90 Minuten. Sechsmal wurde er ausgewechselt und einmal saß er nach einer auskurierten Fußverletzung 90 Minuten lang nur auf der Bank.
Nach seinem Wechsel nach Sibirien musste er dann bis März 2015 auf seinen nächsten Kurzeinsatz warten, als er in Griechenland spielte. Dies blieb aber auch der einzige Einsatz während seiner Zeit in Griechenland. Erst nach seinem Wechsel zu Ferencváros wurde er für die Relegationsspiele gegen Norwegen in dem Qualifikationsspiel für die EM 2016 dann wieder zur Nationalmannschaft eingeladen. Beim Hinspiel, das seine Mitspieler mit 1:0 in Oslo gewannen, saß er aber nur auf der Bank. Beim Rückspiel in Budapest wurde er zur zweiten Halbzeit eingewechselt. Mit einem 2:1-Sieg qualifizierten sich die Ungarn erstmals seit 1972 wieder für eine EM-Endrunde. Beim Freundschaftsspiel im März 2016 saß er dann wieder nur auf der Bank.
Am 9. Mai wurde er in den vorläufigen EM-Kader berufen und dann nach einem 90-minütigen Einsatz gegen Afrikameister Elfenbeinküste am 27. Mai auch vier Tage später für den endgültigen Kader berücksichtigt. Seinen ersten EM-Einsatz hatte er in der ersten Partie gegen Österreich, als er beim Stand von 2:0 in den Schlussminuten eingewechselt wurde. Erst im dritten Spiel gegen Portugal, als mehrere Spieler pausierten, spielte er wieder, und zwar von Beginn an. Für das Achtelfinale gegen Belgien war er ursprünglich nicht vorgesehen, jedoch verletzte sich László Kleinheisler beim Aufwärmen und Pintér übernahm seinen Platz. Ungarn verlor das Spiel und schied aus.
In der anschließenden Qualifikation für die WM 2018 kam er nur in den beiden gegen Europameister Portugal verlorenen Spielen als Einwechselspieler zum Einsatz. Da die Ungarn auch gegen die Schweiz und in Andorra verloren, hatten sie vor den beiden letzten Spielen schon keine Chance mehr sich für die WM zu qualifizieren. Nach zwei Freundschaftsspielen im März 2018 kam er noch nicht wieder zum Einsatz.

## Erfolge
- Ungarischer Meister 2007/08 (mit MTK), 2015/16 (mit Ferencváros)
- Ungarischer Pokalsieger 2016 (mit Ferencváros)
- Ungarischer Supercupsieger 2009 (mit MTK)